# Horn (Thurgovie)
Pour les articles homonymes, voir Horn.
Horn est une commune suisse du canton de Thurgovie, située dans le district d'Arbon.
C'est une enclave dans le canton de Saint-Gall.

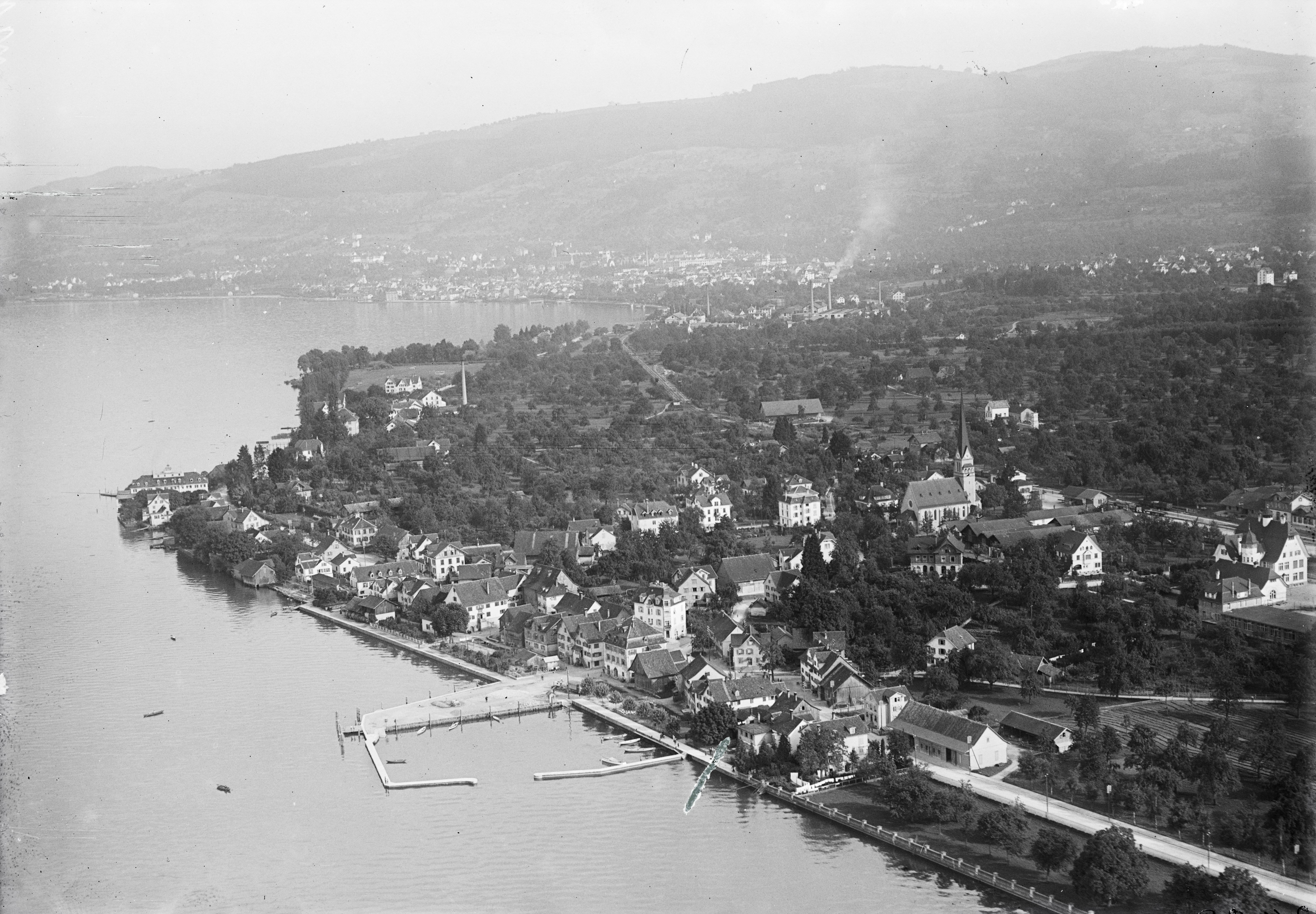
Photo aérienne prise à 200 m par Walter Mittelholzer (1923).